# أتش دي أف سي بنك
أتش دي أف سي بنك هي شركة خدمات مصرفية ومالية هندية ، يقع مقرها الرئيسي في مومباي ، ماهاراشترا . أتش دي أف سي بنك هو أكبر بنك للقطاع الخاص في الهند من حيث الأصول  والقيمة السوقية اعتبارًا من أبريل 2021. وهي ثالث أكبر شركة من حيث القيمة السوقية في بورصات الأوراق المالية الهندية. كما أنها تحتل المرتبة الثالثة عشر بين أكبر أرباب العمل في الهند مع ما يقرب من 120.000 موظف.

## روابط خارجية
- الموقع الرسمي
- - بيانات النشاط التجاري لـ HDFC Bank: 
  - رويترز
  -  إيداع هيئة الأوراق المالية والبورصات